# Colonização alemã de África

As colônias alemães na África, em 1913, destacadas em verde claro.

A Alemanha só passou a administrar colónias em África - o Tanganica e o Sudoeste Africano Alemão, actual Namíbia - a seguir à Conferência de Berlim e perdeu-as com a sua derrota na Primeira Guerra Mundial.
Após ter engrandecido suficientemente a Prússia, o "Chanceler de Ferro", nome por que era conhecido Otto von Bismarck, trabalhou para a paz. Destaca-se, neste aspecto, a assinatura de uma série de alianças com o objectivo de proteger a Alemanha de possíveis agressões. Na Conferência de Berlim (1884-1885), Bismarck mediou um acordo nos Balcãs, onde vários grupos eslavos procuravam retirar vantagens do decadente Império Otomano. 
Em larga medida para satisfazer as aspirações da classe comercial germânica, autorizou a compra, por parte da Alemanha, de colónias em África e no Pacífico. Por esta altura, a economia alemã estava em plena expansão e voltava o seu olhar para o mundo. No entanto, a Alemanha chegou tarde ao grupo das potências coloniais e, por isso, também apresentou tarde as suas pretensões. Por distribuir só restavam desertos, territórios impenetráveis cobertos de grandes florestas virgens com poucos recursos naturais e ilhas demasiado distantes e pequenas. 
Em 1882, nasceu a Associação Colonial Alemã. O Reich assumiu em 1883 a protecção da zona do Sudoeste Africano. O negociante de Bremen Ludertiz comprara ali terrenos no ano anterior. Em seguida, o viajante e explorador Gustav Nachtigal conseguiu para o Reich, em 1884, os direitos de soberania sobre o Togo (Togoland) e os Camarões. Por fim, em 1885, fundou-se a Sociedade Alemã Este-Africana, que comprou grandes faixas de terra ao sultão de Zanzibar (Tanganicaa). Ruanda e Burundi só foram entregues à Alemanha em 1890, numa conferência em Bruxelas, em troca do Uganda e da ilha de Helgoland. No entanto, as fronteiras desta colónia – que, na altura incluíam também alguns pequenos reinos das margens do Lago Vitória – só foram definidas em 1900.
Nascia, assim, um império colonial alemão: muito disperso, mas bastante vasto e sobretudo inoportuno para as potências coloniais  há muito tempo instaladas, como Portugal, Inglaterra e França.
Depois da derrota da Alemanha na Primeira Guerra Mundial, a Liga das Nações entregou essas colônias à Bélgica, França e à Grã-Bretanha.